# 김승현 (축구 선수)
김승현(한국 한자: 金承鉉, 1979년 8월 18일 ~ )은 대한민국의 은퇴한 축구 선수로서 선수 시절 포지션은 미드필더이다.
2011년 K리그 승부조작 사건에 연루되어 축구계에서 영구 제명되었으나, 그 해 7월 대법원에서 무죄 판결을 받았고 이후 2012년 9월 K리그 이사회에서 영구 제명 조치를 철회받아 명예를 회복하였다.